# 법성포공용터미널
법성포공용터미널은 전라남도 영광군 법성면 굴비로3길 75 (법성리 1149-7)에 위치한 시외버스 및 농어촌버스 터미널이다.
지상 1층 건물로 매표소, 중국집, 미용실 등이 자리를 잡고 있다. 매표소 업무는 자동매표기가 모든 매표업무를 보고 있다.
인근에 홍농읍이라는 큰 읍내가 있음에도 터미널이 있는 이유는 "영광 = 굴비"라는 인식의 상징인 마을 답게 일찍부터 전국에서 오는 사람들의 왕래가 잦아 비교적 제법 갖춘 터미널이 생겨날 수가 있었다.
주요 버스 노선들이 대체적으로 바닷가 지역과 연계가 되어 있으며, 홍농에서는 전북지역으로 가는 버스가 없어서 법성포로 나와서 시외버스와 고창군내버스를 이용할 정도다.

## 운행 노선

### 시외버스
| 방면        | 행선지           |
| ----------- | ---------------- |
| 호남권 방면 | 광주, 전주, 홍농 |

### 농어촌버스
- 영광군청 군내버스 시간표